# Massoins
Massoins (italienisch Maissone) ist eine französische Gemeinde im Département Alpes-Maritimes in der Region Provence-Alpes-Côte d’Azur. Sie gehört zum Kanton Vence im Arrondissement Nizza. Die Bewohner nennen sich Massoinques. Die angrenzenden Gemeinden sind Bairols im Norden, Tournefort im Osten, Malaussène im Süden, Villars-sur-Var im Westen und Ilonse (Berührungspunkt) im Nordwesten.

## Bevölkerungsentwicklung
| 1962 | 1968 | 1975 | 1982 | 1990 | 1999 | 2008 | 2012 |
| ---- | ---- | ---- | ---- | ---- | ---- | ---- | ---- |
| 58   | 59   | 42   | 110  | 227  | 118  | 130  | 111  |

## Sehenswürdigkeiten
- Kapellen Saint-Sébastien, Sainte-Claire und Sainte-Anne
- Fort de Picciarvet
- Mühlen
- Dorfbrunnen aus dem Jahr 1899
- Burgruine „La Salette“, Überreste eines Schlosses aus dem 11. Jahrhundert